# El Pinós (Rupit i Pruit)
El Pinós és un mas a mig camí de Rupit (Osona) i Falgars d'en Bas (la Garrotxa). Antic mas registrat al fogatge del 12 d'octubre de 1553 de la parròquia i terme de Sant Andreu de Pruit. Aleshores habitava el mas un tal Gaspar Pinós. L'única data constructiva de l'edifici és la de la llinda del portal, però degut al deteriorament de la pedra només es poden llegir els números 1 i 7, que permet datar la reforma de l'edifici al segle xviii.

## Masia
Masia construïda amb pedra unida amb calç i elements de pedra picada, de planta rectangular coberta a dues vessants i amb el carener paral·lela a la façana, orientada a llevant. Consta de planta baixa i dos pisos. La façana presenta un portal rectangular i dos petits portals a l'extrem dret del mateix mur. A la part central del primer i segon pis s'hi distribueixen unes galeries formades per tres arcs cadascuna i sostingudes per pilars (els del primer pis són més alts que els del segon). Als costats es distribueixen finestres amb espieres.
A la part de tramuntana s'hi adossa una altra construcció, més baixa i coberta a una vessant, és l'habitacle del guarda. A la part sud hi ha un portal rectangular a la planta i un altre al segons pis, al que s'accedeix per una escala adossada al mur. Aquesta reforma és de construcció recent.

## Herbera
A la part de ponent de la casa es troba la herbera que es de planta rectangular, coberta a dues vessants i amb el carener perpendicular a la façana, orientada a migdia. La teulada presenta amplis ràfecs. Consta de planta baixa i primer pis. La coberta se sostinguda per grossos pilars de pedra i ferms cavalls de fusta, els murs són cecs excepte la part de migdia amb un portal rectangular a la part dreta de la planta i una escala de peu condueix al primer pis on l'espai es obert i separat només per un pilar central on es recolza el carener. Es construïda amb pedra unida amb calç i el portal es emmarcat per carreus de pedra picada i una llinda de fusta al damunt.